# ایچیهاراتورانوئو
ایچیهاراتُورانُوئو (به ژاپنی: 市原虎の尾 イチハラトラノオ ichiharatoranoo) نام علمی بر اساس کتاب ساکورای ژاپن
(Cerasus lannesiana 'Ichihara' Ohwi) نام یک نوع درخت ساکورای باغی است. یک مادگی دارد که بسیار بلند است و از گل بیرون زده‌است.
- تعداد گلبرگ: ۳۰–۵۰ عدد
- رنگ: سفید
- قطر گل: ۲٫۶ تا ۳٫۶ سانتیمتر
- زمان گل‌دهی:اواخر ماه آوریل
- مکان نمونه:باغ گیاه‌شناسی جنگل تاما

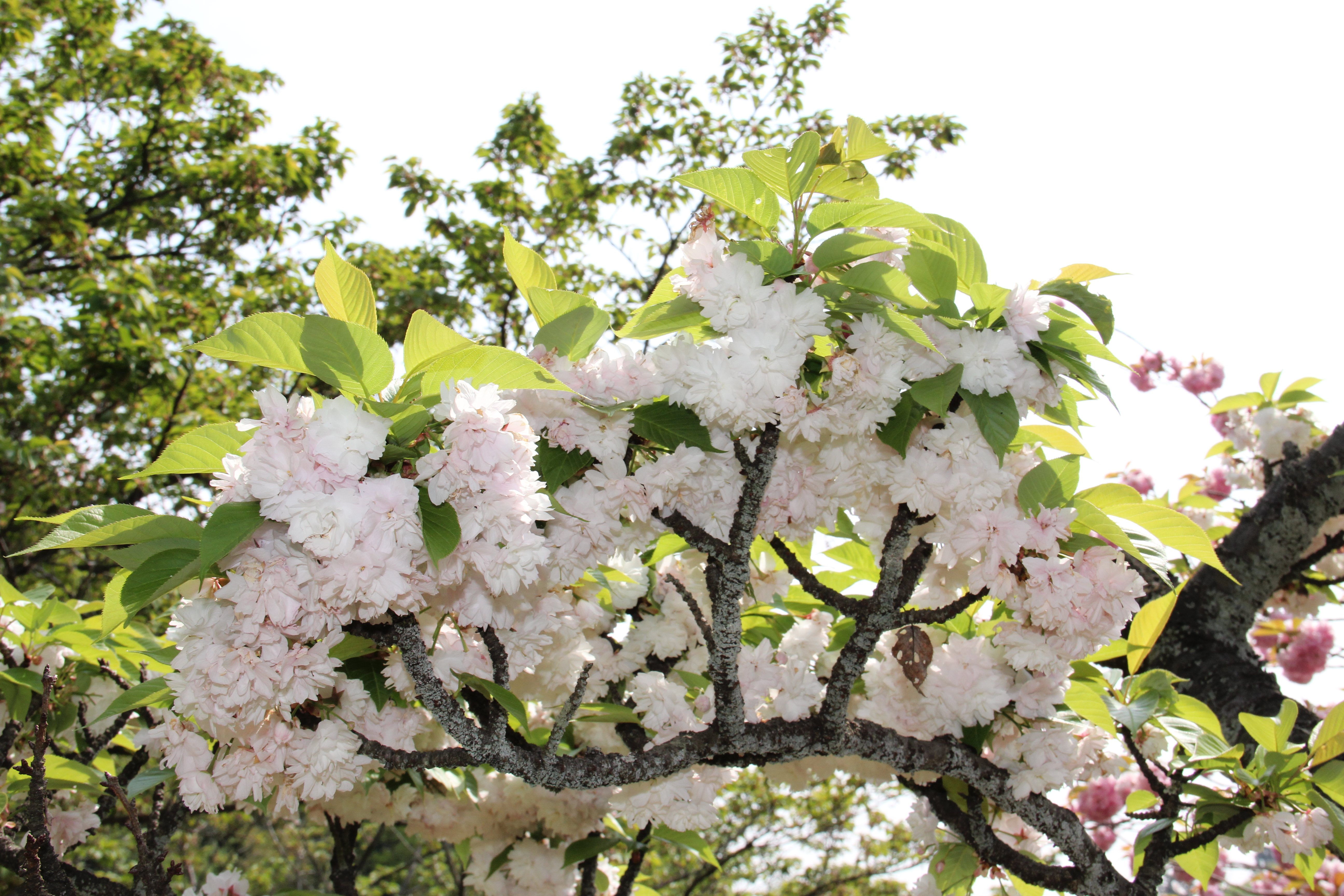
ایچیهاراتُورانُوئو